# Proedromys
Proedromys és un gènere de rosegadors de la família dels cricètids. Les dues espècies conegudes d'aquest grup són endèmiques de la Xina. Es diferencia de la resta d'arvicolins pel seu crani robust, l'amplada de les seves incisives superiors, les seves incisives inferiors curtes, molars que manquen d'arrel i són hipsodontes i amples, i una tercera molar inferior que manca d'angle exterior al triangle anterior.